# Helmut Schwarz (Historiker)
Helmut Schwarz (geboren 5. September 1952 in Gerolzhofen; gestorben 20. Februar 2022 in Nürnberg) war ein deutscher Wirtschaftshistoriker. Er leitete von 1994 bis 2014 das Spielzeugmuseum Nürnberg.

## Leben und Beruf
Helmut Schwarz wurde 1952 in Gerolzhofen in Unterfranken geboren. Er studierte Geschichte und Anglistik in Erlangen, Berlin und München und schrieb seine Dissertation über die Geschichte der Industrialisierung in Forchheim. Von 1983 bis 1994 war er Wissenschaftlicher Mitarbeiter am Centrum Industriekultur in Nürnberg und half dabei, den Museumsverband Nürnberg zu gründen. Als 1994 die Gründungsdirektorin des Spielzeugmuseums Nürnberg in den Ruhestand ging, übernahm er die Leitung des Museums und blieb in dieser Position bis 2014.
Während seiner Amtszeit realisierte Helmut Schwarz neue Projekte am Spielzeugmuseum wie einen Kinderspielbereich im Dachgeschoss, den Museumsspielplatz mit Café oder das virtuelle Depot. 2010 war er verantwortlich für den Umzug des Deutschen Spielearchivs nach Nürnberg und dessen Aufbewahrung im Pellerhaus am Egidienberg.

## Veröffentlichungen (Auswahl)
- Forchheim im Industriezeitalter. Schulze, Lichtenfels/Main 1993
- Forchheim im Industriezeitalter. Tümmels, Nürnberg 1994 (2., unveränderte Auflage)
- Spielräume. Von der Sammlung Bayer zum Spielzeugmuseum Nürnberg. Michael Imhof Verlag, Petersberg [2019]

## Belege
1. 1 2 3 4  In Memoriam Helmut Schwarz auf den Seiten der Museen Nürnberg, abgerufen am 27. Juni 2022.

| Personendaten    | Personendaten                                     |
| ---------------- | ------------------------------------------------- |
| NAME             | Schwarz, Helmut                                   |
| KURZBESCHREIBUNG | deutscher Wirtschaftshistoriker und Museumsleiter |
| GEBURTSDATUM     | 5. September 1952                                 |
| GEBURTSORT       | Gerolzhofen                                       |
| STERBEDATUM      | 20. Februar 2022                                  |
| STERBEORT        | Nürnberg                                          |